# آرورا (تگزاس)
اورا، تگزاس (به انگلیسی: Aurora, Texas) یک شهر در ایالات متحده آمریکا با جمعیت ۸۵۳ نفر است که در شهرستان وایز ایالت تگزاس واقع شده‌است.

## موقعیت جغرافیایی
موقعیت جغرافیایی شهرها و مناطق اطراف به شرح زیر است: